# ترمینال کروز بین‌المللی توکیو

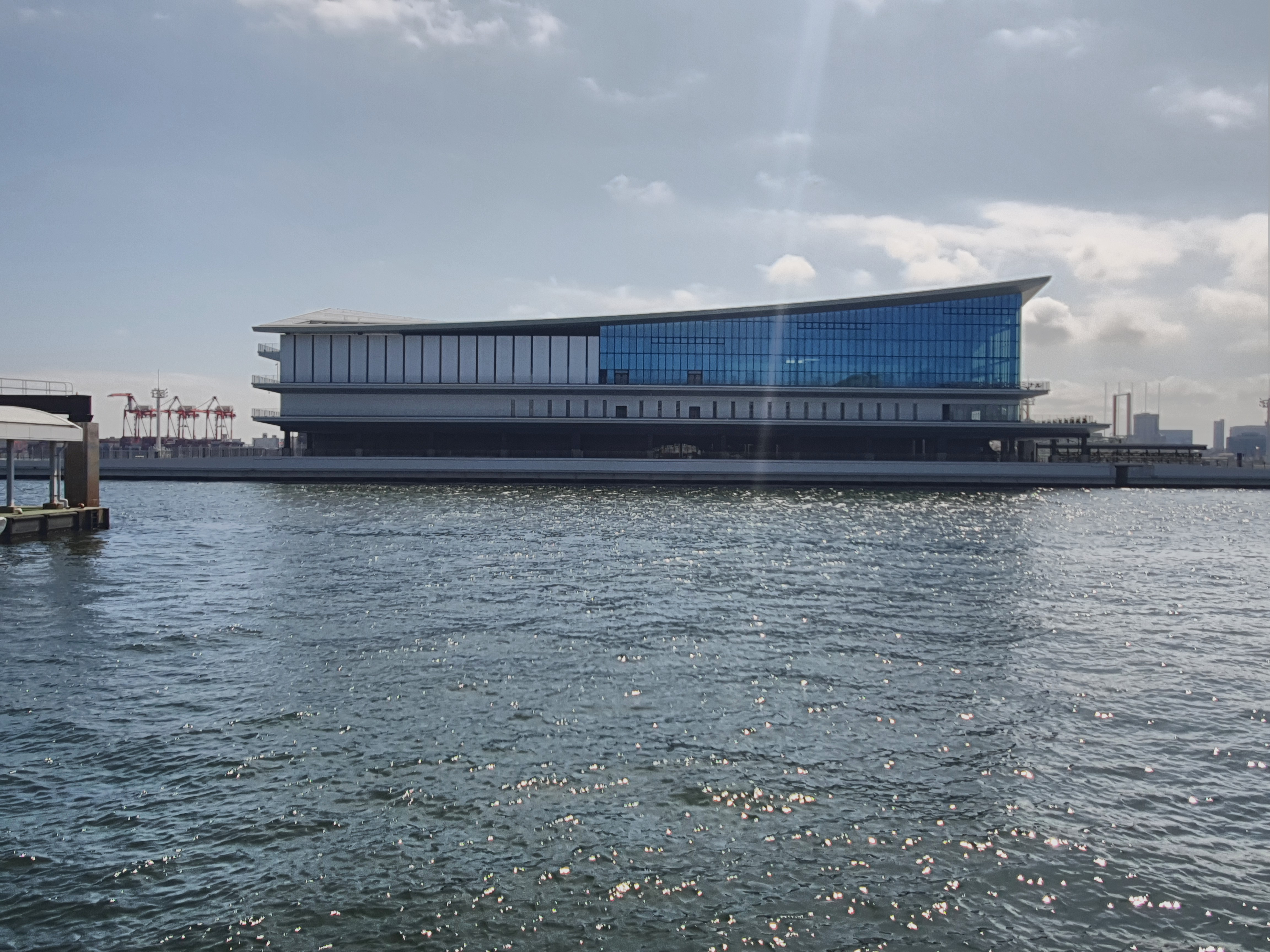
ترمینال کروز بین‌المللی توکیو

ترمینال کروز بین‌المللی توکیو (به ژاپنی: 東京国際クルーズターミナル, Tōkyō Kokusai Kurūzu Tāminaru))، یک پایانه کشتی مسافربری است که در آئومی ۲-چومه، کوتو-کو، توکیو، توکیو واقع شده‌است. توسط شرکت ترمینال بندر توکیو اداره می‌شود. این ترمینال در سال ۲۰۲۰ به عنوان یک مرکز جایگزین برای ترمینال مسافربری هارومی افتتاح شد. ترمینال بین‌المللی کروز توکیو به سراسر ژاپن دسترسی دارد و یک مرکز برای سفر در ژاپن و دروازه‌ای برای بازدیدکنندگان از سراسر جهان است. این ترمینال با ساختمانی ۴ طبقه با مساحت زیربنای وسیع تقریباً ۱۹۰۰۰ متر مربع بنا شده که می‌تواند حتی بزرگ‌ترین کشتی‌های تفریحی جهان را در خود جای دهد.

## دسترسی
ایستگاه ترمینال کروز بین‌المللی توکیو در خط یوریکامومه در کوتو-کو، توکیو، شماره آن "U-08" است.